# Shaka Zoeloe
Shaka kaSenzangakhona (ca. 1787 - september 1828), ook wel gespeld als Tshaka, Tchaka of Chaka en beter bekend als Shaka Zoeloe, was het stamhoofd van de Zoeloes en de stichter van het Zoeloekoninkrijk. Hij is beroemd om zijn militaire genie maar berucht om de wreedheid van zijn regime.
Toen Shaka in 1816 tot koning werd gekroond stelde de Zoeloestam nog weinig voor. Hij hervormde het impileger van zijn stam, wist zijn buurstammen te verenigen en beheerste zijn rijk op grote afstand. Zijn veroveringen leidden tot een kettingreactie van volksverhuizingen bij de omliggende stammen, uitmondend in de zogenaamde Mfecane. Aan het einde van zijn heerschappij waren de Zoeloes de dominante macht in het oosten van Zuid-Afrika.
Na zijn liquidatie door zijn halfbroers in 1828 bleef zijn koninkrijk bestaan tot de Zoeloe-oorlog met het Verenigd Koninkrijk. Zijn militaire nalatenschap leefde voort in de historische Slag bij Isandlwana van 1879, waarin mede dankzij zijn militaire hervormingen de Britten werden verslagen.
Over Shaka bestaan meerdere sagen waarvan de legitimiteit door historici wordt betwijfeld.

## Biografie

### Jeugd
Shaka werd geboren als zoon van de Zoeloekoning Senzangakhona en Nandi, bekend als de Grote Vrouwtjesolifant. Shaka hield zielsveel van zijn moeder en zou haar zijn hele leven lang aanbidden. Omdat het een traditioneel taboe was om te trouwen met een lid van dezelfde stam, gold het huwelijk van zijn ouders als een buitenechtelijke relatie en stond Shaka bekend als een bastaard. Toen Shaka zes jaar was, werden hij en zijn moeder verstoten door Senzangakhona. Samen zwierven ze jarenlang in de zoektocht naar een nieuw thuis, dat ze uiteindelijk rond 1803 vonden bij de Dletsheni, een stam van de Mthethwa.
Op 23-jarige leeftijd werd de dienstplichtige Shaka door de Mthethwakoning Dingiswayo opgeroepen om in het leger te dienen, waar Shaka zich ontpopte als een militair genie. Dingiswayo was onder de indruk van zijn vernieuwende tactieken en promoveerde hem tot commandant. Als legeraanvoerder behaalde Shaka diverse militaire successen voor de Mthethwa. Ook zijn vader Senzangakhona hoorde het nieuws van zijn verloren zoon en benoemde hem tot kroonprins. Zijn achtste vrouw wist hem echter te overtuigen haar zoon Sigujana alsnog als opvolger te benoemen, maar deze overleefde de machtsstrijd met Shaka niet.
Toen Senzangakhona in 1816 overleed, liet Dingiswayo Shaka gaan om zijn vader op te volgen als koning. Toentertijd bestond de Zoeloestam uit minder dan 1.500 man en hadden ze een geringe invloed. Zijn eerste actie was wraak op de vijanden uit zijn jeugd - vooral degenen die zijn moeder hadden beledigd - waarvan hij er ook een aantal als lafaarden liet spietsen. Hij stichtte zijn eigen hoofdstad Bulawayo (niet te verwarren met de gelijknamige stad in Zimbabwe) en begon de verovering van rivaliserende stammen met een leger van 500 krijgers.

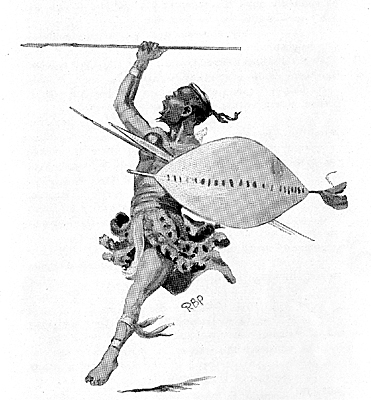
Schets van een Zoeloekrijger uit 1913 (door Robert Baden-Powell)

### Hervorming van het leger
Voordien werd er oorlog gevoerd tussen de verschillende Zoeloevolkeren, maar dan op een traditionele manier. De krijgers stonden namelijk op een speerworpafstand tegenover elkaar en ze wierpen zo hun speren (assegaaien) naar elkaar. Met hun schilden weerden ze de speren af, en nu en dan sneuvelde er eens een krijger. Shaka vond dit een achterhaalde manier van oorlog voeren en ontwierp kortere steeksperen met grotere lemmeten voor een directere aanval, de zogenaamde iklwa met een schacht van 60 cm en een bredere zwaardvormige speerpunt van 30 cm lengte. Met deze wapens kon de krijger steken maar ook slagen geven of afweren, net zoals bij het schermen, en bovendien ook werpen.
Zijn krijgers moesten blootsvoets strijden en geen sandalen of ander schoeisel meer dragen. Hij wilde zijn leger harden op elk gebied. Zo zou hij eens, als bewijs, een klein vuurtje blootsvoets uitgedoofd hebben. De volgende slag dachten de andere volkeren weer te vechten op de traditionele wijze, maar Shaka viel hen aan in een gevecht van man tot man en doodde alle tegenstanders met zijn sterk verbeterde wapens. Vanaf toen was er een nieuwe, totale manier van oorlogvoering ingeluid, waar het leger van Shaka heer en meester in was.

De veroveringen van Shaka in kaart gebracht

### Hoogtijdagen
Toen Shaka tot koning werd gekroond, waren de Mthethwa van koning Dingiswayo en de Ndwandwe van koning Zwide de dominante machten in het gebied. De twee koninkrijken voerden al jaren oorlog, maar nu had Dingiswayo een behulpzame bondgenoot in de steeds machtiger wordende Zoeloes. Terwijl Dingiswayo tijdens een veldtocht op Shaka's versterkingen wachtte, werd hij door Zwide gevangengenomen en onthoofd. Zwide richtte zijn pijlen nu op de Zoeloes en de leiderloze Mthethwa schaarden zich achter Shaka. Zijn leger was in de minderheid, maar dankzij Shaka's leiderschap overwon hij de Ndwandwe en veroverde hij het koninkrijk. De vijand werd genadeloos afgeslacht, de hutten verbrand en het vee veroverd.
Shaka regeerde met ijzeren vuist: krijgers werden bij de geringste blijk van zwakte doodgeknuppeld. Hij verwekte geen zonen uit angst dat ze een staatsgreep zouden plegen; als bleek dat een van zijn vrouwen zwanger was, liet hij haar executeren. Verschillende stammen vluchtten voor Shaka's terreur, een periode die bekendstaat als de Mfecane en de loop van de Zuid-Afrikaanse geschiedenis aanzienlijk heeft beïnvloed.
In 1824 kwam Shaka in contact met de Britten, die waren aangemeerd te Port Natal (nu Durban). Shaka was geïntimideerd door hun overmacht en besloot de Europeanen te vriend te houden.

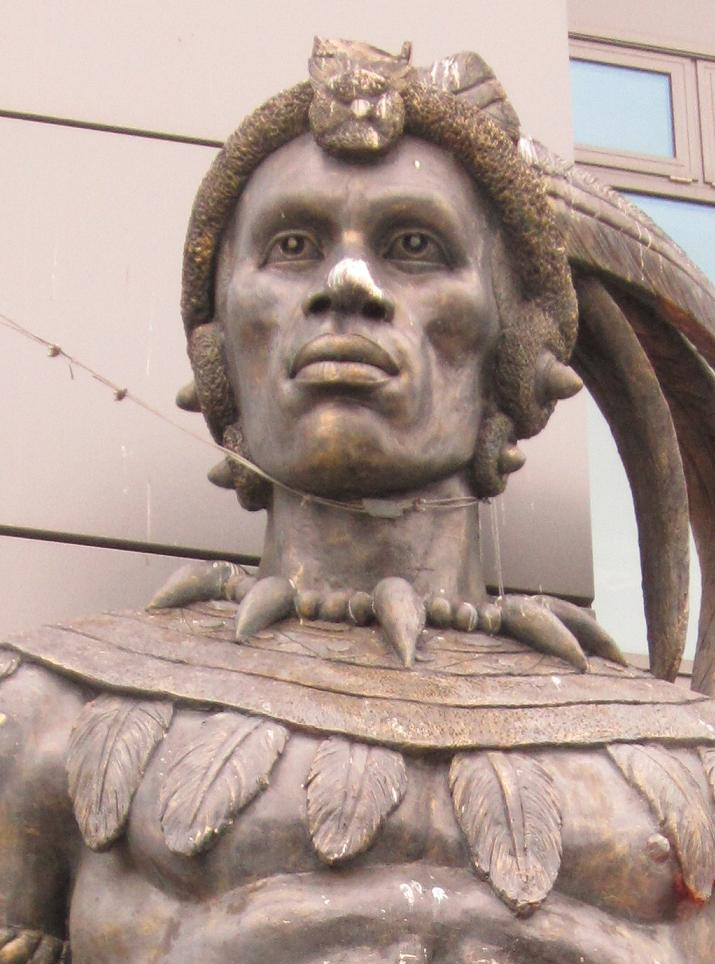
Standbeeld van Shaka te Camden Town, Londen

### Dood van Nandi
In oktober 1827 overleed Shaka's moeder Nandi. Het verlies was onuitstaanbaar voor Shaka en een periode van een jaar van strikte rouw voor Shaka's hele rijk werd afgekondigd. Tijdens deze rouwperiode mochten geen gewassen worden gezaaid en geen melk worden gedronken (destijds het hoofdvoedsel van de Zoeloes) en geen vrouw zwanger worden op straffe van dood. Drie maanden van verschrikkingen volgden, eerst in het woongebied van Shaka en zich uitbreidend in zijn hele koninkrijk. Iedereen die niet genoeg rouwbeklag vertoonde in het koninkrijk werd gedood. In het woongebied van Shaka werden vlak na Nandi's overlijden 7.000 doden geteld. Deze periode werd door de Zoeloes Shaka's duistere tijdperk genoemd en vormde vermoedelijk de aanleiding tot zijn liquidatie.

### Moord op Shaka
Shaka werd waarschijnlijk in september 1828 vermoord door drie van zijn halfbroers Dingane, Mopo en Mahlangana in zijn laatste residentie Kwa Bulawayo bij het huidige Stanger. Dingane pleegde daarbij een staatsgreep en volgde Shaka op als koning.
Toen Shaka in 1816 tot koning werd gekroond, regeerde hij over minder dan 1.500 man en had hij het bevel over een leger van 500 krijgers. Ten tijde van zijn dood waren dit respectievelijk 250.000 man en 50.000 krijgers.

## Nalatenschap
- De geromantiseerde televisieserie Shaka Zulu heeft Shaka bij het grote publiek bekendgemaakt.
- De luchthaven van Durban, King Shaka International Airport, en het waterpretpark uShaka Marine World zijn naar hem vernoemd.

Mnguni · Nkosinkulu · Mdlani · Luzumana · Malandela · Ntombela · Zulu · Gumede · Phunga · Mageba · Ndaba · Jama · Senzangakhona · Shaka · Dingane · Mpande · Cetshwayo · Dinuzulu · Solomon · Cyprian · Goodwill · Misuzulu